# État-régulateur
 (juillet 2023).
L’État-régulateur (en anglais, regulatory state) désigne l’expansion du rôle de l’État dans la légifération, la surveillance et l’application des lois et un changement dans la manière dont ses fonctions sociales, positives ou négatives, sont exercées. Depuis la fin du XXe siècle, l’expansion de l’État se fait généralement par la réglementation plutôt que par la fiscalité et les dépenses publiques. La notion d’État-régulateur sert aux politologues à décrire ou expliquer la croissance des stratégies de légifération, de contrôle et d’application des lois ainsi que la croissance de la règlementation civile et de la règlementation des entreprises. Historiquement, la naissance de l’État-régulateur peut être attribuée à la réglementation du marché instituée pour la première fois par le Premier ministre britannique William Gladstone en 1844. L’expansion simultanée des réglementations étatiques, civile et des entreprises  suggère que la notion d’État-régulateur peut être couplée aux théories de la gouvernance règlementaire et du capitalisme règlementaire.